# Каменский сельский округ (Сандыктауский район)
Ка́менский се́льский окру́г (каз. Каменка ауылдық округі) административная единица в составе Сандыктауского района Акмолинской области Республики Казахстан. Административный центр — село Каменка.

## География
Сельский округ расположен в восточной части района, граничит:
- на северо-востоке с Белгородским сельским округом,
- на юго-востоке с Васильевским сельским округом,
- на юге с Широковским сельским округом,
- на западе с Максимовским сельским округом,
- на северо-западе с Балкашинским сельским округом.

Через территорию сельского округа протекают реки Атыжок и Сыркырама.

## Население
| Численность населения | Численность населения | Численность населения |
| 1989                  | 1999                  | 2009                  |
| --------------------- | --------------------- | --------------------- |
| 2769                  | ↘2176                 | ↘1420                 |

## Состав
В состав сельского округа входят 2 населённых пунктов.
| № | Населённый пункт | Тип населённого пункта       | Население, 1989 | Население, 1999 | Население, 2009 |
| - | ---------------- | ---------------------------- | --------------- | --------------- | --------------- |
| 1 | Богословка       | село                         | 291             | 167             | 62              |
| 2 | Каменка          | село, административный центр | 2 374           | 1 947           | 1 358           |
| 3 | Ключевка         | село (бывшее)                | 104             | 62              | -               |

В 1989 году в сельском округе насчитывалось 3 населённых пунктов.
- село Ключевка — ликвидировано в 2006 году, поселение вошло в состав села Каменка[7].